# ماركوس فينيسيوس ألميدا دي ماتوس
ماركوس فينيسيوس ألميدا دي ماتوس (14 فبراير 1980 في البرازيل – )؛ هو لاعب كرة قدم سابق كان يلعب كلاعب وسط.